# Стрелковое оружие
Стрелко́вое ору́жие — огнестрельное оружие малого калибра, используемое, как правило, одним человеком. Обычно к стрелковому оружию относят пистолеты, револьверы, винтовки, автоматы, карабины, ружья, ручные пулемёты и пистолеты-пулемёты.
В российской классификации стрелковое огнестрельное оружие определяется, как «ствольное оружие калибром менее 20 мм, предназначенное для метания пули, дроби или картечи» (ГОСТ 28653—90). Таким образом, под это определение также подпадают станковые и крупнокалиберные пулемёты. Отдельно к стрелковому огнестрельному оружию относят стрелково-гранатомётные комплексы.
Кроме того, закон определяет понятие метательного стрелкового оружия: оружие, предназначенное для поражения цели на расстоянии снарядами, метаемыми с использованием механической энергии (лук, арбалет). 
Организация объединённых наций (ООН) использует термин «стрелковое оружие» совместно с термином «лёгкие вооружения». Так, в резолюции A/52/298 Генеральной Ассамблеи ООН эти два понятия описываются, как «оружие, используемое вооружёнными силами, включая силы внутренней безопасности, в частности — для самозащиты или самообороны». К лёгким вооружениям ООН относит станковые пулемёты, ручные подствольные и станковые гранатомёты, ПЗРК, ПТРК, миномёты калибра не более 100 мм и другие типы огнестрельного оружия.